# Mary Welsh Hemingway
Mary Welsh Hemingway (5. april 1908 – 26. november 1986) var en amerikansk journalist og forfatteren Ernest Hemingways fjerde kone.

## Tidlige liv
Hun blev født 1908 i Minnesota som datter af en skovarbejder. I 1932 giftede hun sig med Lawrence Miller Cook, en skuespilelev fra Ohio, som hun hurtigt blev skilt fra. Mary flyttede til Chicago og fik arbejde ved avisen Chicago Daily News. Hendes næste arbejde var ved den britiske avis The London Daily Express. Hun opholdt sig i London under 2. verdenskrig og blev her gift med den australske journalist Noel Monks. I 1944 mødte hun forfatteren Ernest Hemingway, som hun indledte en affære med. I 1945 blev hun skilt fra Monks, og året efter giftede hun sig med Hemingway.

## Ægteskabet med Hemingway
Hun levede med Ernest Hemingway på Cuba, Key West, Florida og til sidst i Ketchum, Idaho. Ved hans død blev hun litterær eksekutor for hans forfatterskab og stod for at redigere og udgive endnu ikke afsluttede værker som A Moveable Feast. Hendes rolle som litterær eksekutor blev genstand for stor debat. Flere anklagede hende for at ændre strukturen og handlingen specielt i Ernest Hemingways forhold til sine første koner.
I 1976 udgav hun sin selvbiografi How It Was og ti år senere i 1986 døde hun.

## Fodnoter
1. ↑  Hemingway, Mary Welsh: How it Was, Los Angeles 1976.